# Strigarea peste sat
Strigarea peste sat este un film românesc din 1985 regizat de Paula Popescu-Doreanu.